# بار میلز (مین)
بار میلز (به انگلیسی: Bar Mills) یک منطقهٔ مسکونی در ایالات متحده آمریکا است که در مین واقع شده‌است. بار میلز ۴۳٫۸۹ متر بالاتر از سطح دریا واقع شده‌است.